# Christine Stückelberger
Christine Stückelberger (ur. 22 maja 1947) – szwajcarska jeźdźczyni sportowa. Wielokrotna medalistka olimpijska.
Największe sukcesy odnosiła w dresażu. Brała udział w sześciu igrzyskach (IO 72, IO 76, IO 84, IO 88, IO 96, IO 00), na trzech zdobywała medale (łącznie pięć). W 1976 została mistrzem olimpijskim w konkursie indywidualnym, dwa lata później była trzecia. Po pozostałe medale – dwa srebrne i jeden brązowy – sięgnęła w drużynie. W 1978 została mistrzynią  świata w rywalizacji indywidualnej, w 1982 i 1986 zajmowała drugie miejsce. Wielokrotnie była medalistką mistrzostw świata w drużynie (w 1974, 1978, 1982 i 1986). W 1975 i 1977 była indywidualnym mistrzem Europy. Na tej imprezie łącznie sięgnęła po jedenaście medali. Wielokrotnie była mistrzynią Szwajcarii.